# 1930 na televisão

## Nascimentos

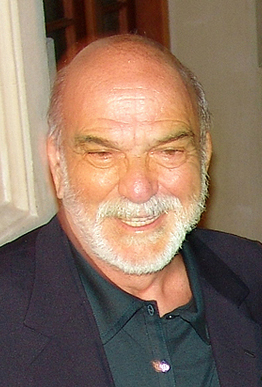
Lima Duarte (29 de março)

| Data            | Nome               | Profissão                               | Nacionalidade  | Observações | Ref    |
| --------------- | ------------------ | --------------------------------------- | -------------- | ----------- | ------ |
| 10 de fevereiro | Robert Wagner      | ator                                    | Estados Unidos |             |        |
| 14 de fevereiro | Carlos Zara        | ator                                    | Brasil         | m. 2002     | [ 1 ]  |
| 19 de fevereiro | John Frankenheimer | cineasta                                | Estados Unidos | m. 2002     |        |
| 26 de fevereiro | Yara Lins          | atriz                                   | Brasil         | m. 2004     | [ 2 ]  |
| 20 de março     | Sonia Ribeiro      | radialista, apresentadora de TV         | Brasil         | m. 1987     |        |
| 24 de março     | Steve McQueen      | ator                                    | Estados Unidos | m. 1980     | [ 3 ]  |
| 29 de março     | Lima Duarte        | ator                                    | Brasil         |             |        |
| 19 de abril     | Armando Bógus      | ator                                    | Brasil         | m. 1993     | [ 4 ]  |
| 19 de abril     | Dick Sargent       | ator                                    | Estados Unidos | m. 1994     | [ 5 ]  |
| 25 de abril     | Paul Mazursky      | ator, diretor, produtor e roteirista    | Estados Unidos | m. 2014     | [ 6 ]  |
| 28 de abril     | Carolyn Jones      | atriz                                   | Estados Unidos | m. 1983     | [ 7 ]  |
| 9 de maio       | Darcy Pedrosa      | dublador e radialista                   | Brasil         | m. 1999     |        |
| 1 de junho      | Edward Woodward    | ator                                    | Reino Unido    | m. 2009     | [ 8 ]  |
| 28 de junho     | Horácio Bolaños    | ator e roteirista                       | México         | m. 1999     |        |
| 24 de julho     | Jece Valadão       | ator e diretor                          | Brasil         | m. 2006     | [ 9 ]  |
| 12 de agosto    | Edney Giovenazzi   | ator                                    | Brasil         |             |        |
| 16 de agosto    | Glauce Rocha       | atriz                                   | Brasil         | m. 1971     |        |
| 25 de agosto    | Sean Connery       | ator                                    | Estados Unidos | m. 2020     | [ 10 ] |
| 28 de agosto    | Walmor Chagas      | ator, autor, diretor e produtor teatral | Brasil         | m. 2013     | [ 11 ] |
| 1 de outubro    | Richard Harris     | ator                                    | Irlanda        | m. 2002     | [ 12 ] |
| 29 de outubro   | Geraldo Del Rey    | ator                                    | Brasil         | m. 1993     |        |
| 2 de dezembro   | Kalil Filho        | repórter                                | Brasil         | m. 1970     |        |
| 12 de dezembro  | Silvio Santos      | apresentador de televisão e empresário  | Brasil         | m. 2024     | [ 13 ] |

## Mortes
| Data | Nome | Profissão | Nacionalidade | Observações | Ref |
| ---- | ---- | --------- | ------------- | ----------- | --- |